# نستوه پسر گودرز
نستوه مانند برخی دیگر از نام‌آوران همچون شیدوش دارای عمر طولانی زیاد بوده یا اینکه دو شخصیت تاریخی نستوه در شاهنامه وجود داشته است، فرض دوم به واقعیت نزدیکتر است. گاهی هم نستوه به عنوان صفت بیان می‌گردد نه همچون شخص:
| به دست فریبرز نستوه بود |  | که نزدیک او لشکر انبــوه بود |

## نستوه در شاهنامه
نخستین بار نستوه پدر شاپور، در زمان منوچهر که به آغاز شاهنامه مرتبط است عنوان می‌گردد و گمان نمی‌رود او پسر گودرز باشد .
نستوه از سرداران سپاه ایران در جنگ پشنگ که میان نوذر و افراسیاب رخ داد، نیز حضور داشت. هنگام جنگ طوس با فرودسیاوش و جنگ بزرگ کیخسرو و افراسیاب نامی از نستوه برده می‌شود. او برادر بهرام و گیو و رهام و هجیر و شیدوش بشمار می‌آید. در جنگ بزرگ کیخسرو هنگام آرایش سپاه توران برای جنگ، یک نستوه تورانی نیز حضور دارد: 
| دمور و جرنجاش با او برفت   |  | به یاری جهن سر افراز تفت   |
| ز گردان و جنگ آوران سی‌هزار |  | برفتند با خنجر کارزار      |
| جهاندیده نستوه سالارشان    |  | پشنگ دلاور نگهدارشان       |
| همان سی‌هزار از یلان ترکمان |  | برفتند با گرز و تیر و کمان |